# Znaki niedrukowalne
Znaki niedrukowalne – wszystkie znaki występujące w tekście zapisanym w postaci cyfrowej (z użyciem komputera), których nie widać w treści dokumentu lub są prezentowane jako odstępy (na przykład różne rodzaje spacji, tabulacja) na ekranie monitora i w druku.
Do znaków niedrukowalnych należą:
- znaki wprowadzane przez osobę piszącą (wprowadzane z klawiatury kody spacji, entera, tabulatora oraz inne kody wstawiane zazwyczaj kombinacjami klawiszy);
- znaki wstawiane do tekstu automatycznie przez oprogramowanie:
  - znaki dzielenia wyrazów
  - rozłączniki, na przykład znaki blokujące tworzenie ligatur
  - złączniki (znaki blokujące dzielenie wyrazu w danym miejscu)
  - znaki wymuszające wcięcie tekstu
  - znak końca wiersza
  - znak końca łamu
  - znak końca kolumny
  - znak końca strony
  - BOM
  - znak końca pliku (EOF)
- znaki sterujące.